# Paramyia longilingua
Paramyia longilingua är en tvåvingeart som beskrevs av Papp 2001. Paramyia longilingua ingår i släktet Paramyia och familjen sprickflugor.
Artens utbredningsområde är Costa Rica. Inga underarter finns listade i Catalogue of Life.